# Patrulla Águila
La Patrulla Águila (in italiano: pattuglia dell'Aquila) è la pattuglia acrobatica che rappresenta l'Ejército del Aire. Fondata il 4 giugno 1985, ha sede nella base aerea di San Javier vicino a La Manga nella regione della città di Murcia in Spagna. Il primo volo della Patrulla Aguila venne effettuato con 5 velivoli CASA C-101, decollati dalla base aerea e grazie all’interesse suscitato e al grande successo di questi primi voli, gli aerei vengono aumentati a 6 dopo poco tempo per poi divenire 7 nell’aprile 1988, numero attuale in carico alla pattuglia. Sono l'unica pattuglia acrobatica jet al mondo ad usare il fumo giallo.
I piloti della pattuglia sono 7, tutti in servizio attivo e qualificati su caccia o caccia bombardieri, istruttori presso l’Academia General del Aire, 4 invece sono i piloti di riserva e tutti appartengono al 794 Escuadron.

## Storia

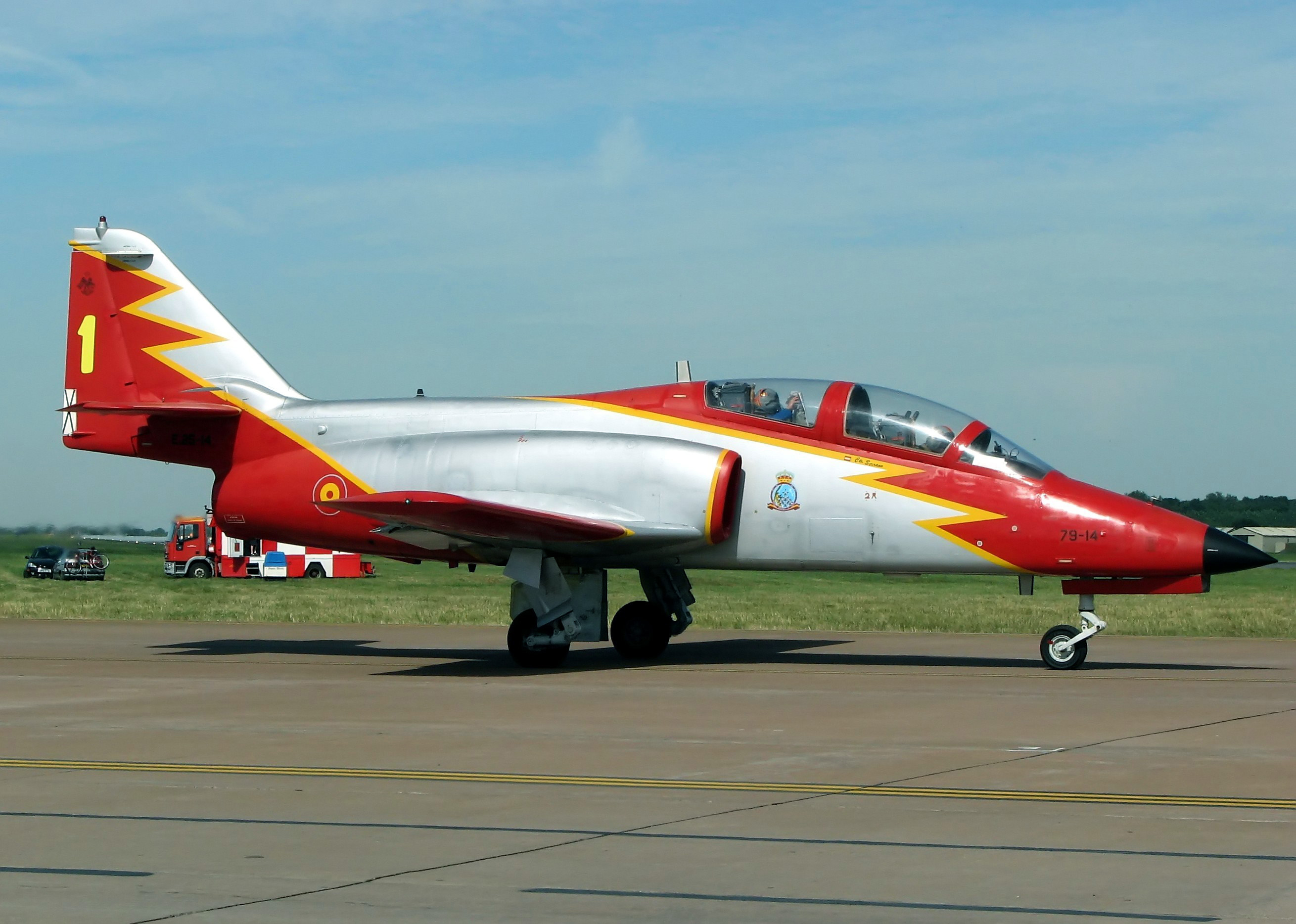
Un CASA C-101 Aviojet della Patrulla Águila

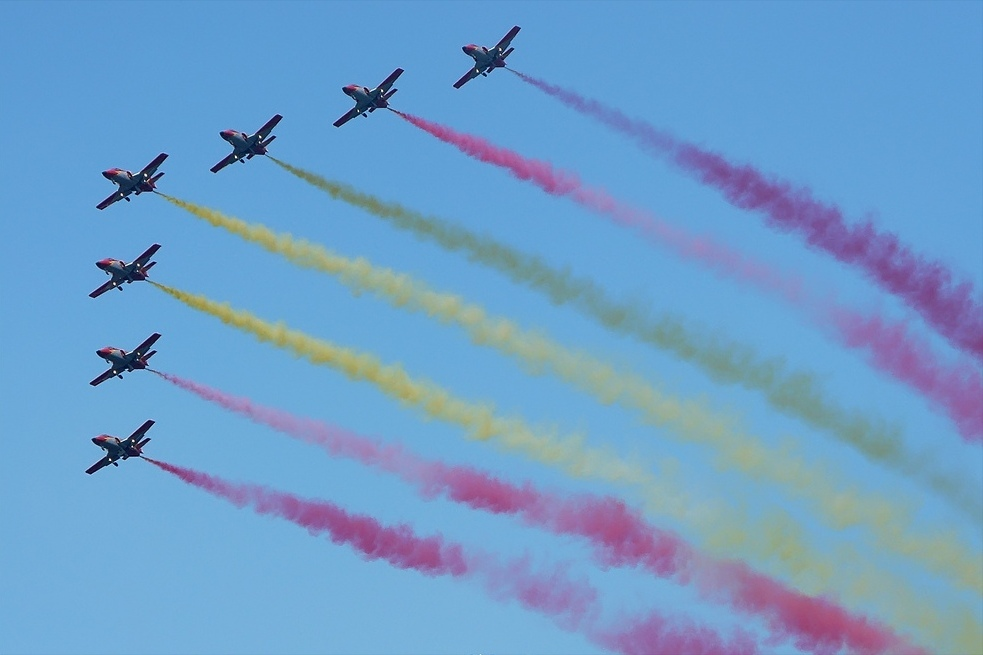
La Patrulla Águila in una manifestazione

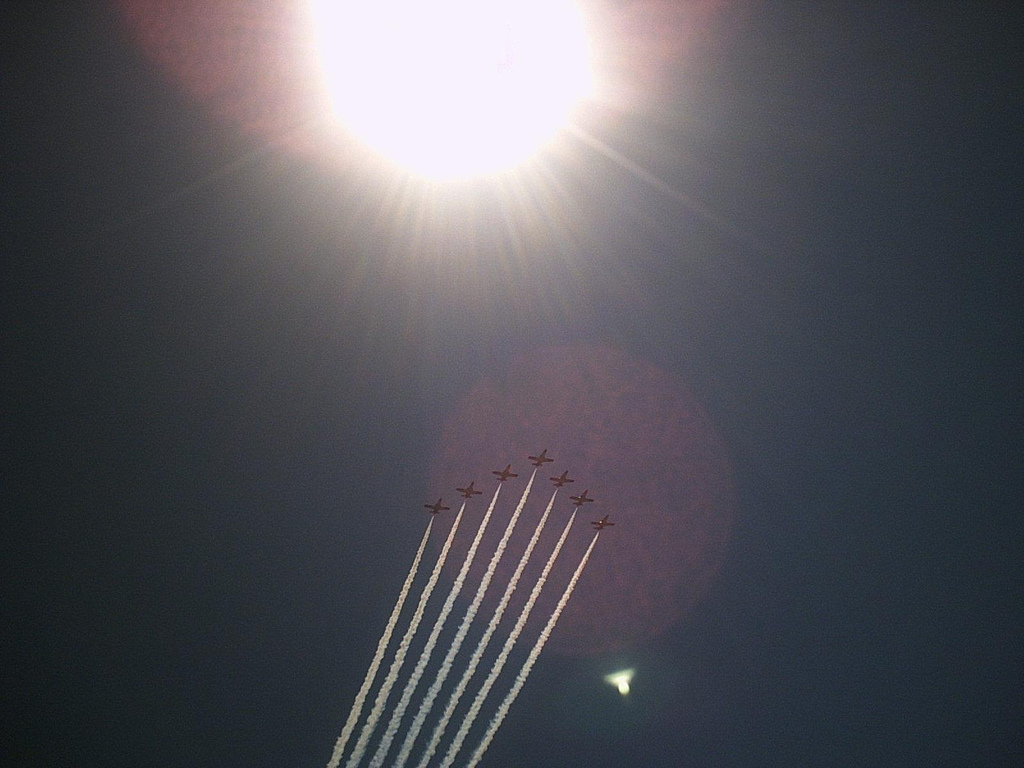
La Patrulla Águila in una manifestazione

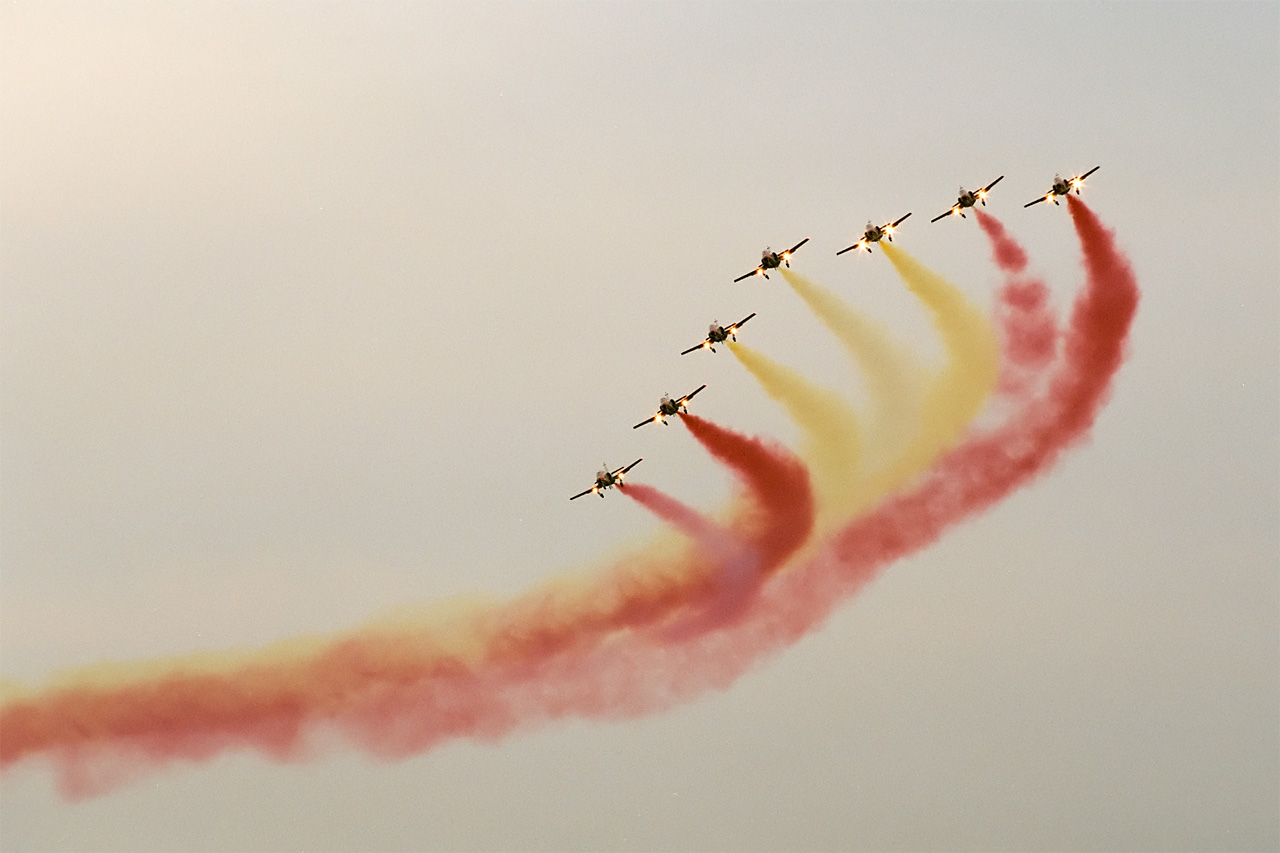
Patrulla Águila

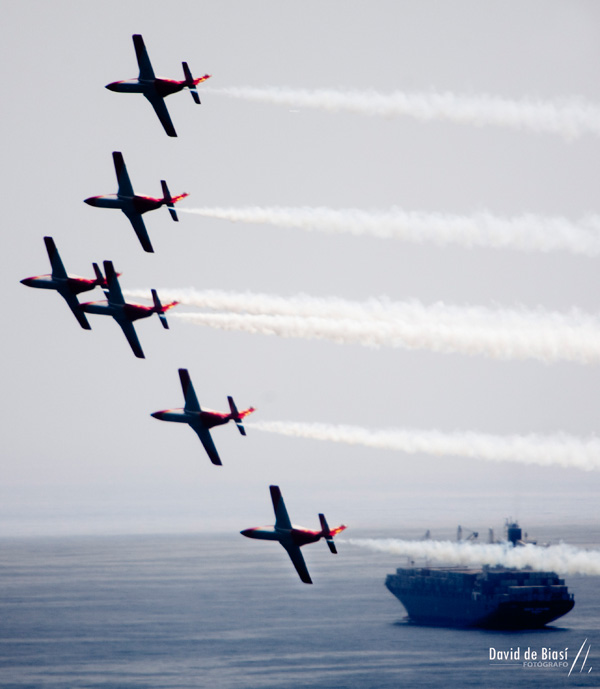
Patrulla Águila

Le prime pattuglie acrobatiche nell'Ejército del Aire risalgono al 1954. Una delle più importanti è la Patrulla Ascua,che aveva la base all'Aeroporto di Valencia ed era dotata di F-86 Sabre. Tra il 1956 e il 1965 la Patrulla Ascua ha effettuato numerose manifestazioni sia nazionali che internazionali. L'attuale pattuglia acrobatica spagnola, la Patrulla Águila, nacque il 4 giugno 1985 grazie agli sforzi e alla volontà di un gruppo di docenti dell'Academia General del Aire. All'inizio la Patrulla era composta da cinque velivoli per averne sette, il numero attuale, dovette aspettare l'aprile del 1988. Nel mese di ottobre del 1991 la Patrulla Aguila adotta l'attuale livrea. Dalla data della sua fondazione la Patrulla Águila si è esibita sia in manifestazioni o eventi nazionali sia internazionali recandosi in Italia, Finlandia, Israele, Turchia e, dal 2003, negli Stati Uniti e in Canada.

## I piloti
| Pilota                               | dal 2008                   |
| ------------------------------------ | -------------------------- |
| Enrique García Castro (Vigo)         | comandante Patrulla Águila |
| Miguel Ángel Díez (Albacete)         | Leder                      |
| Luis Barberá (Valencia)              | Estremo destro             |
| Rubén Pérez (San Javier, Murcia)     | estremo sinistro           |
| Antonio Miralles (Lérida)            | Cane                       |
| José María "Pep" Alonso (Barcellona) | Solista                    |
| Bayardo Abós (Badajoz)               | nella coppia a destra      |
| José Ignacio Heredero (Madrid)       | nella coppia a sinistra    |
| Julian Amigo y Antonio Gutiérrez     | Riserva                    |

## I ruoli
La pattuglia è composta di sette piloti (più un capo a terra e il personale meccanico) che occupano sette ruoli differenti. Ovvero:
- Líder o Águila 1: è il leader, si posiziona in testa alla formazione e la dirige.
- Puntos destro e sinistro o Águilas 2 e 3: sono ai lati della formazione, quelli che virano stretto quando vira tutta la formazione.
- Perro o Águila 4: il cane vola dietro al leader e ai lati dei Puntos creando così un rombo.
- Solo o Águila 5: è l'incaricato delle manovre spericolate che mettono a dura prova il velivolo.
- Pares destro e sinistro o Águilas 6 e 7: chiudono lateralmente la formazione incaricati delle manovre che necessitano più precisione.

## Le manifestazioni
Le manifestazioni durano circa 25 minuti. La pattuglia resta sempre unita ad eccezione del solista singolo (Águila 5) e la coppia (Aguilas 6 e 7), che si dissociano brevemente per effettuare manovre particolari prima di riunirsi alla formazione.
Le manovre della pattuglia sono condotte a tre diversi livelli di altitudine (chiamati tablas):
- Alto livello (tabla alta): superiore a 4500 piedi (circa 1400 metri) alla base della manovra;
- Basso (tabla baja): sopra i 2500 piedi (circa 762 metri) alla base;
- Molto bassa (tabla plana): superiore a 1500 piedi (460 metri) alla base.

## Galleria d'immagini

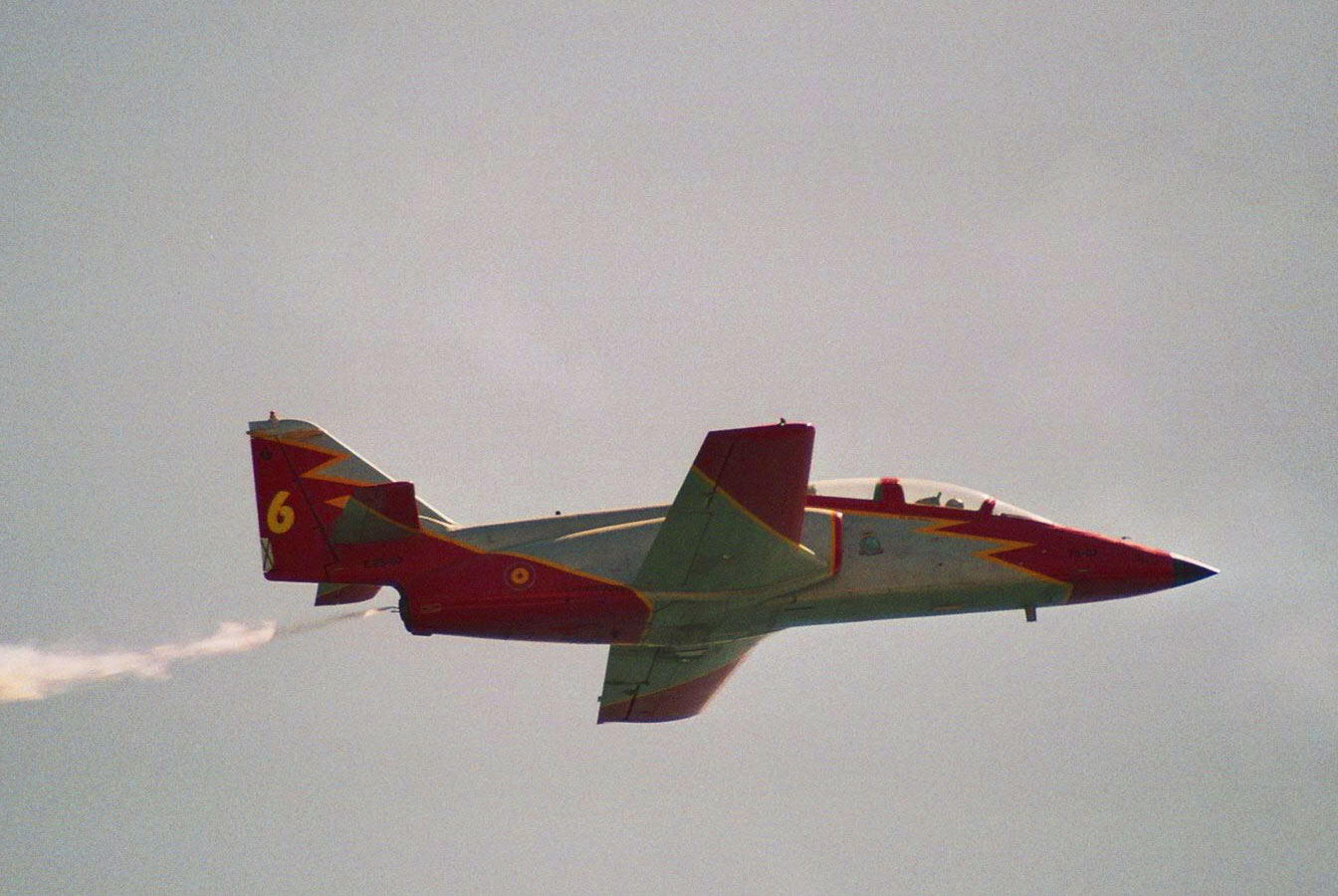
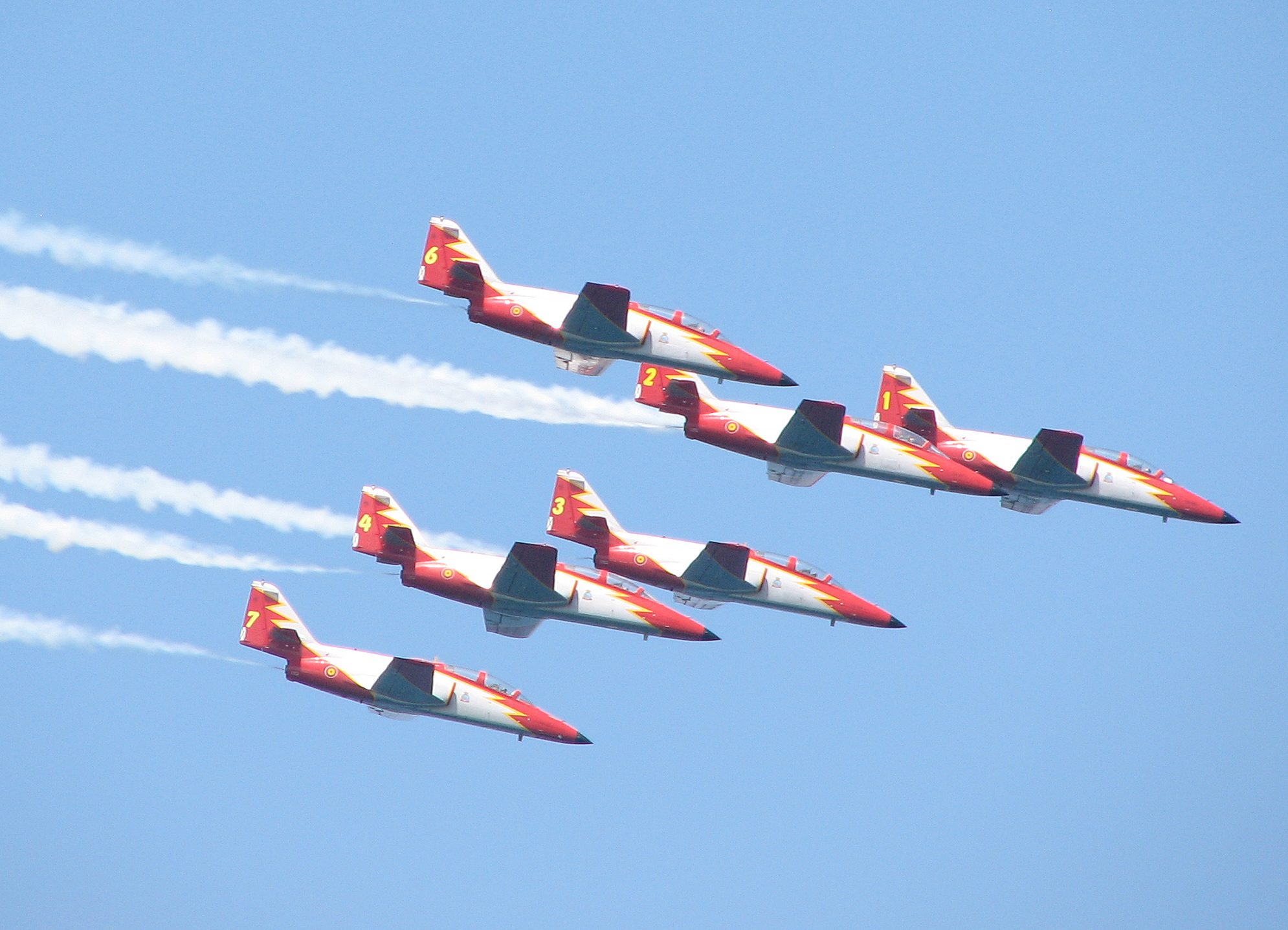
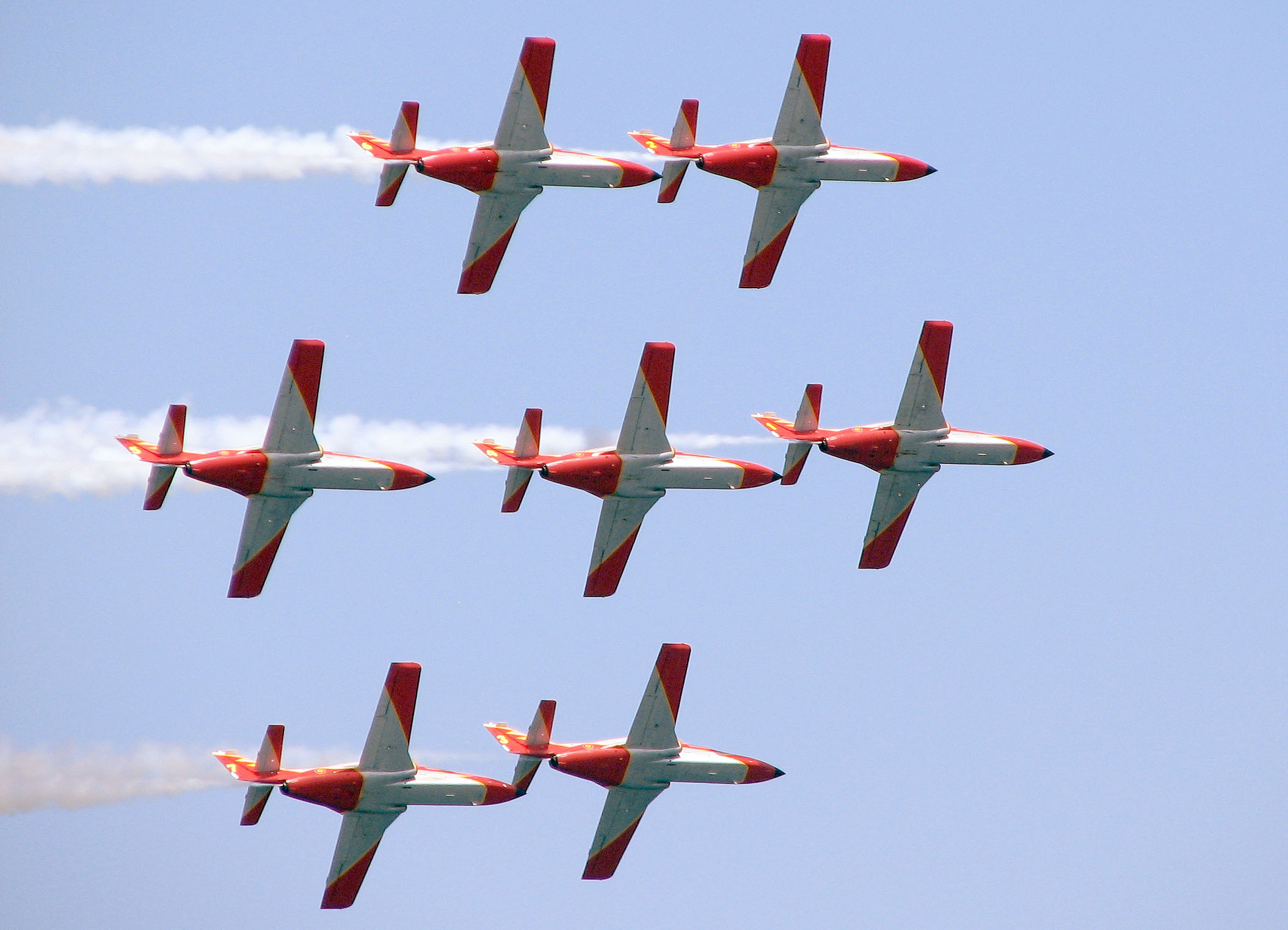
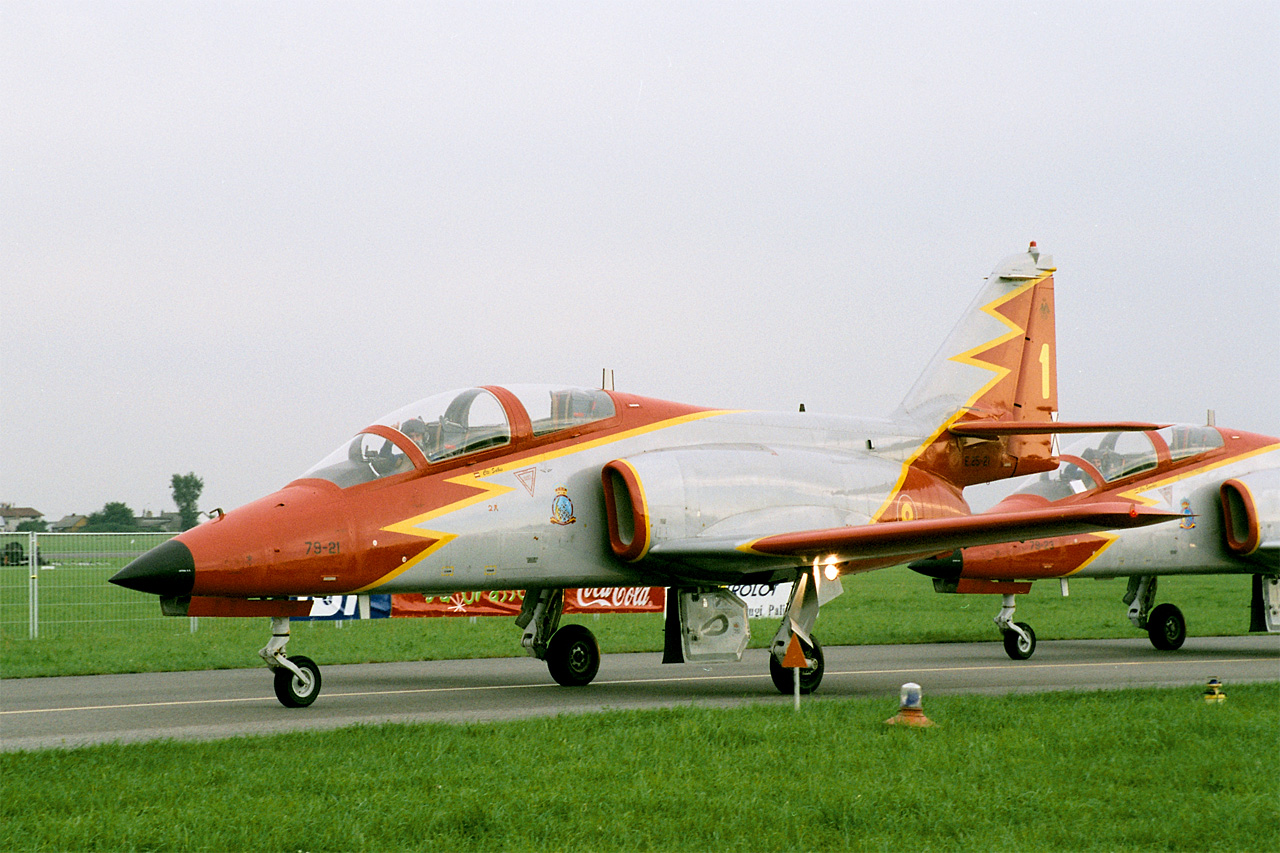
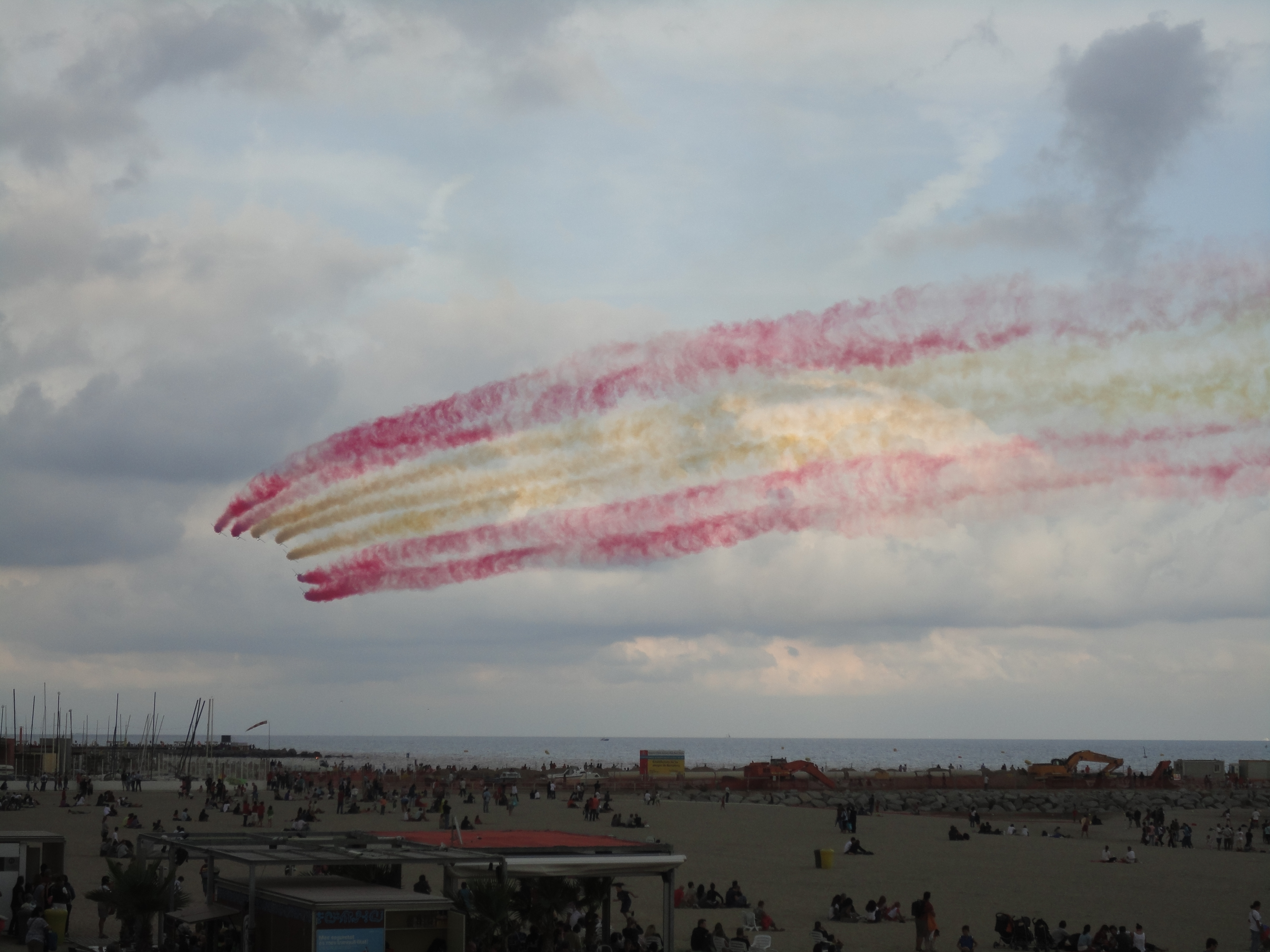
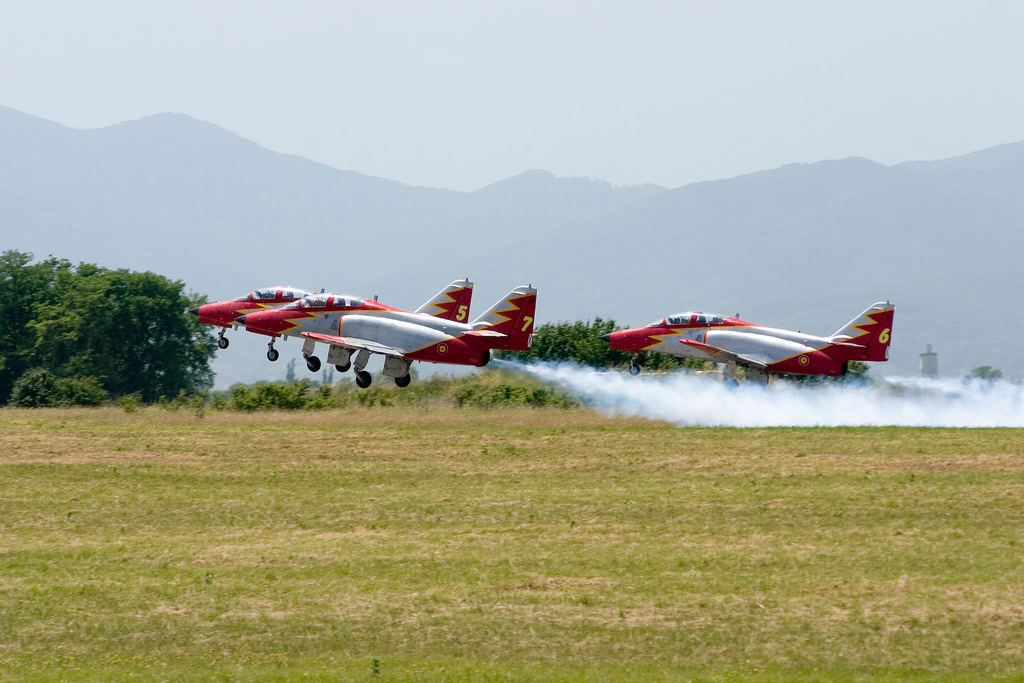
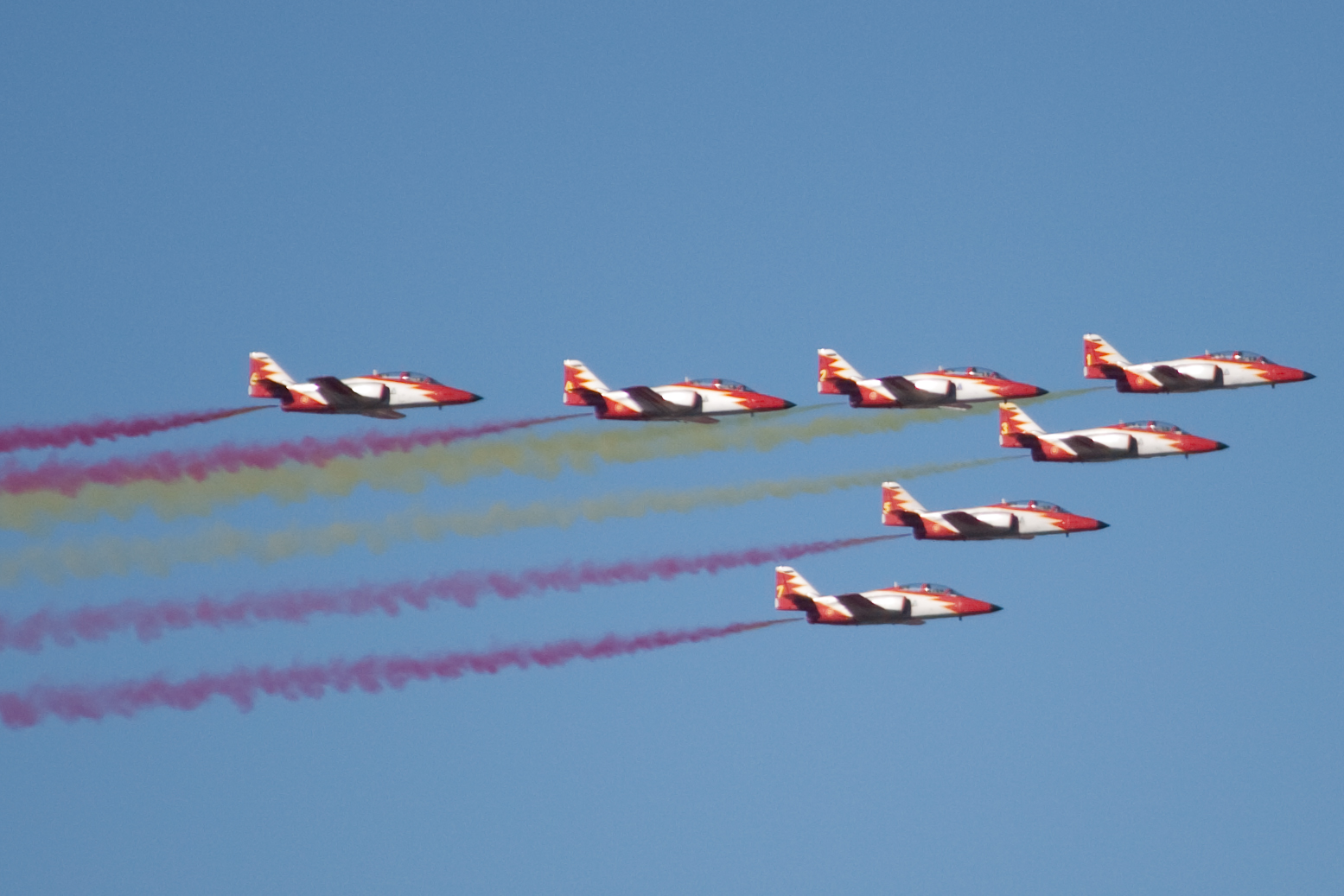
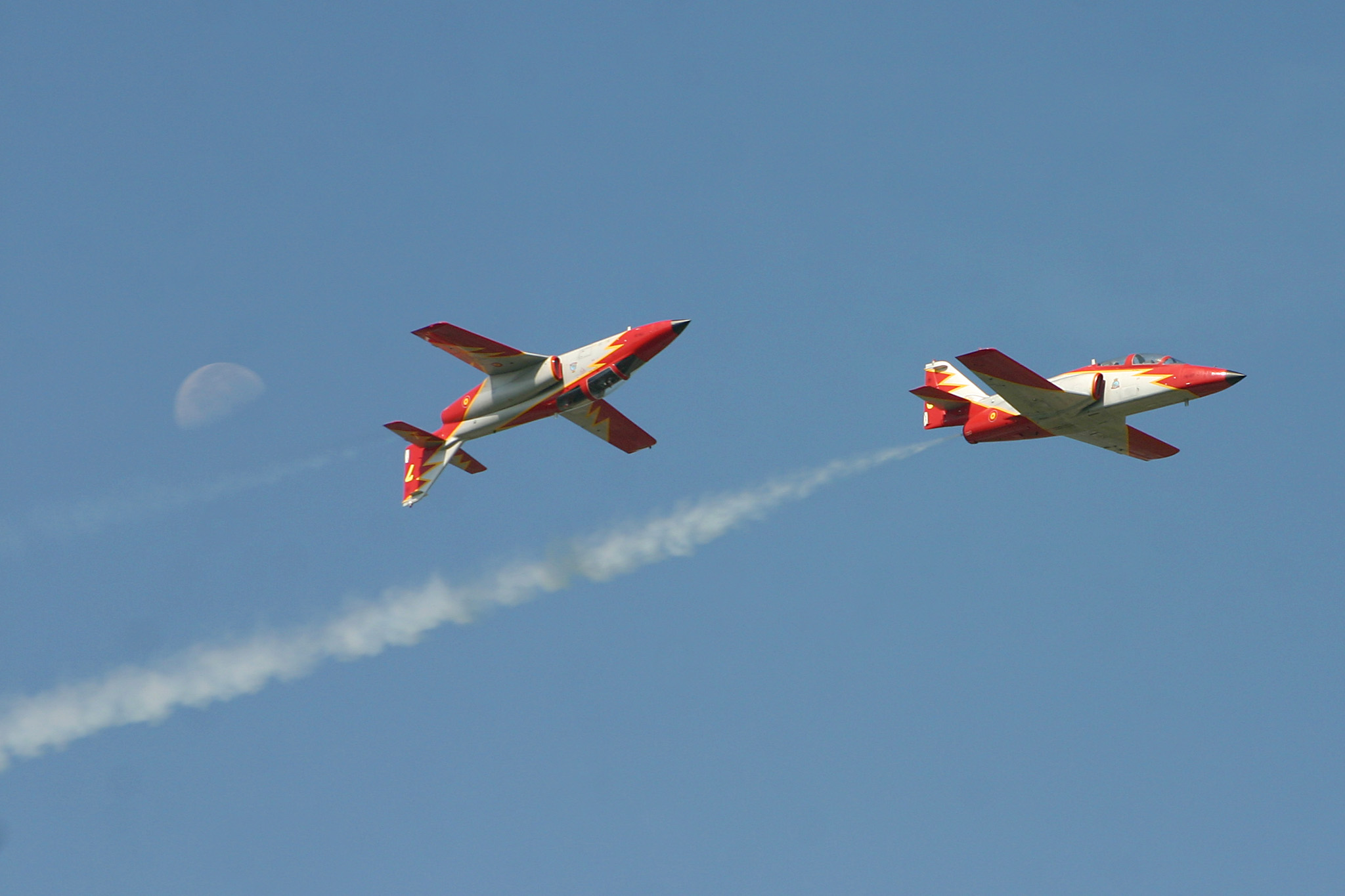

## La flotta
Patrulla Águila utilizza sette aerei CASA C-101 Aviojet di fabbricazione spagnola. Si tratta di una monoposto in grado di raggiungere la velocità di 770 km / h ed una quota di 42.000 piedi (14 km).
| Velivolo   | Numero | Periodo     |
| ---------- | ------ | ----------- |
| CASA C-101 | 7      | 1985 — oggi |

## Curiosità
Nel gennaio 2022, alla rotonda d'ingresso della colonia militare Ciudad del Aire, situata nella città madrilena di Alcalá de Henares, è stato installato un C-101 della Patrulla Águila in omaggio al comandante Eduardo "Ayo" Garvalena, morto il 27 febbraio 2020. L'aereo porta il nome del pilota sulla fusoliera e il numero cinque sulla coda.